# Distretto di Khlong Khlung
Il distretto di Khlong Khlung (in thailandese: คลองขลุง) è un distretto (amphoe) della Thailandia, situato nella provincia di Kamphaeng Phet.